# Erebomorpha
Erebomorpha är ett släkte av fjärilar. Erebomorpha ingår i familjen mätare.
Kladogram enligt Catalogue of Life:
| Erebomorpha | \| \| Erebomorpha consors \| \| \| \| \| \| Erebomorpha fulguraria \| \| \| \| \| \| Erebomorpha fulgurita \| \| \| \| \| \| Erebomorpha fulminans \| \| \| \| \| \| Erebomorpha intervolans \| \| \| \| \| \| Erebomorpha modesta \| \| \| \| \| \| Erebomorpha xanthosoma \| \| \| \| |
|             | \| \| Erebomorpha consors \| \| \| \| \| \| Erebomorpha fulguraria \| \| \| \| \| \| Erebomorpha fulgurita \| \| \| \| \| \| Erebomorpha fulminans \| \| \| \| \| \| Erebomorpha intervolans \| \| \| \| \| \| Erebomorpha modesta \| \| \| \| \| \| Erebomorpha xanthosoma \| \| \| \| |
|             | Erebomorpha consors |
|             | |
|             | Erebomorpha fulguraria |
|             | |
|             | Erebomorpha fulgurita |
|             | |
|             | Erebomorpha fulminans |
|             | |
|             | Erebomorpha intervolans |
|             | |
|             | Erebomorpha modesta |
|             | |
|             | Erebomorpha xanthosoma |
|             | |